# Michail Dmitrijewitsch Millionschtschikow

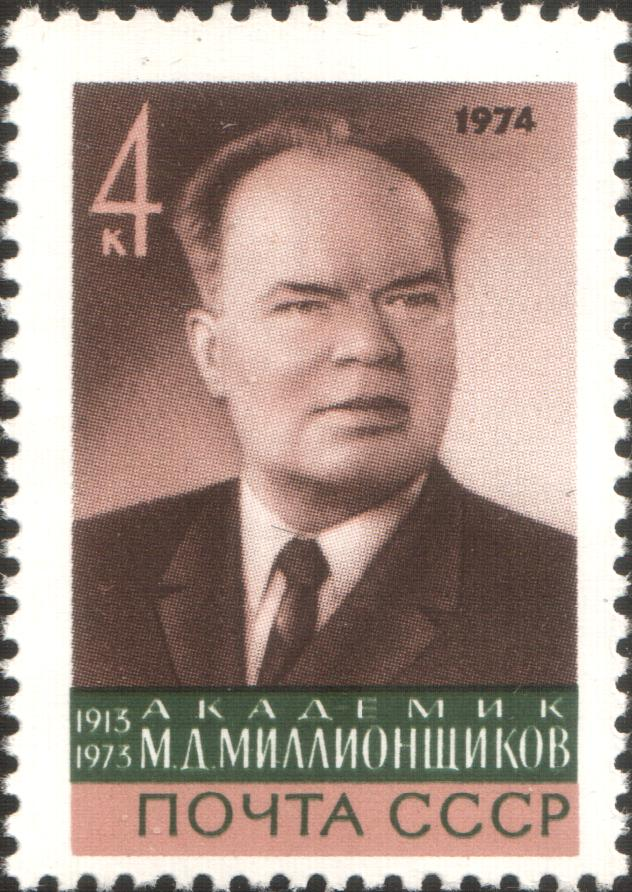
Michail Millionschtschikow auf einer sowjetischen Briefmarke

Michail Dmitrijewitsch Millionschtschikow, russisch Михаил Дмитриевич Миллионщиков, englische Transkription Mikhail Dmitrievich Millionshchikov, (* 3. Januar 1913 in Grosny; † 27. Mai 1973 in Moskau) war ein sowjetischer angewandter Physiker und Ingenieurwissenschaftler für Mechanik.
Millionschtschikow erhielt 1932 seinen Abschluss am Erdöl-Institut in Grosny und lehrte 1934 bis 1943 am Moskauer Institut für Luftfahrt und danach am Moskauer Institut für Physikalische Technik, an dem er 1949 Professor wurde. Von 1944 bis 1949 war er am Institut für Mechanik der Sowjetischen Akademie der Wissenschaften und später am Institut für Atomenergie, dessen stellvertretender Direktor er 1960 wurde.
Er befasste sich mit Theorie der Turbulenz (worin er bei Andrei Kolmogorov promoviert wurde), Filterprozesse und angewandter Gasdynamik mit technischen Anwendungen. Außerdem befasste er sich mit Kerntechnik und Erdölförderung.
Er war ab 1953 korrespondierendes und ab 1962 volles Mitglied der Sowjetischen Akademie der Wissenschaften und ab 1962 deren Vizepräsident. Ab 1966 war er für deren Veröffentlichungen zuständig. Millionschtschikow war ab 1947 KP-Mitglied. 1967 wurde er Mitherausgeber der Großen Sowjetenzyklopädie.
Er war Held der Sozialistischen Arbeit (1967), erhielt 1951 und 1954 den Staatspreis der UdSSR, erhielt 1961 den Leninpreis und er erhielt fünf Leninorden und den Orden der Oktoberrevolution. Er war Mitglied der American Academy of Arts and Sciences (1968), der Akademie der Wissenschaften der DDR (1971) und der Tschechoslowakischen Akademie der Wissenschaften (1972).
1964 wurde er Vorsitzender des sowjetischen Pugwash-Komitees.
Das Erdölinstitut in Grosny ist nach ihm benannt.
Sein Sohn Wladimir Michailowitsch Millionschtschikow (1939–2009) war Mathematiker.